# 24827 Maryphil
24827 Maryphil è un asteroide areosecante. Scoperto nel 1995, presenta un'orbita caratterizzata da un semiasse maggiore pari a 2,3454502 UA e da un'eccentricità di 0,2321407, inclinata di 22,95700° rispetto all'eclittica.